# Tyson Ritter
Tyson Jay Ritter (Stillwater, 24 aprile 1984) è un cantante e bassista statunitense, membro del gruppo The All-American Rejects.
Oltre ad essere un cantante-compositore, ha lavorato anche come modello ed attore.

## Biografia
Tyson è nato e cresciuto Stillwater (Oklahoma). Ama la musica rock ed è un accanito fan degli AC/DC. Ha conosciuto Nick Wheeler ad una festa dove Nick gli disse che poteva suonare il basso nel suo gruppo. Ha imparato facilmente a suonare il basso, e in seguito Ritter e Wheeler lasciarono il vecchio gruppo per formare i The All-American Rejects. Ritter ha lavorato come modello ed è apparsi in varie riviste di moda e anche in pubblicità e sfilate di moda. Compare inoltre in un episodio (3x17) della serie Dr. House - Medical Division e nella commedia con Anna Faris La coniglietta di casa, nel 2008.

### Vita privata
il 31 dicembre 2013 si è sposato con l'attrice georgiana Elena Satine.

## Strumentazione

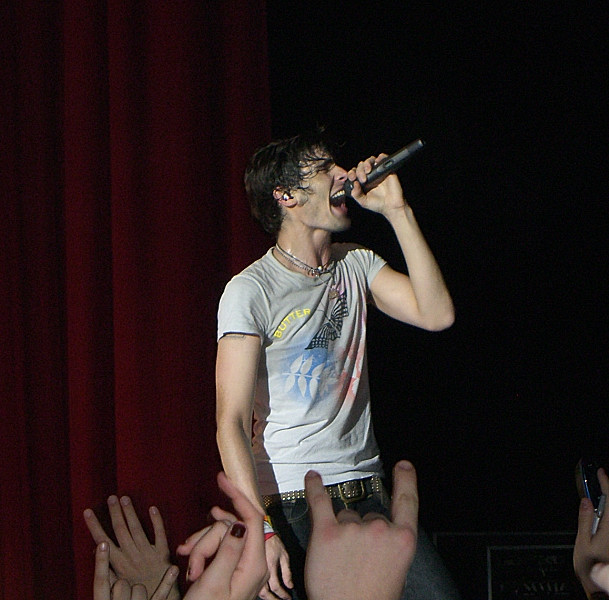
Ritter in concerto a Seattle nel dicembre del 2006

Tyson usa molti bassi incluso il basso blu Gibson Thunderbird nel video Dirty Little Secret, un Gibson Flying V modificato in ebano nei video The Last Song e Swing Swing e un Fender Precision Bass che ha usato nel videoclip di It Ends Tonight.

## Filmografia

### Cinema
- La coniglietta di casa (The House Bunny), regia di Fred Wolf (2008)
- Love & Mercy, regia di Bill Pohlad (2014)
- Miss You Already, regia di Catherine Hardwicke (2015)
- Gloria Bell, regia di Sebastián Lelio (2018)
- Prisoner's Daughter, regia di Catherine Hardwicke (2022)
- Johnny & Clyde, regia di Alana Hart (2023)

### Televisione
- Celebrity Undercover – serie TV (2001)
- Dr. House - Medical Division (House, M.D.) - serie TV, episodio 3x17 (2007)
- 90210 – serie TV, episodio 4x15 (2012)
- Parenthood – serie TV, 8 episodi (2013-2014)
- Betas – serie TV, 5 episodi (2013-2014)
- Preacher – serie TV, 13 episodi (2017-2019)
- Lodge 49 – serie TV (2018-in corso)
- Cowboy Bebop – serie TV, 1 episodio (2021)

## Doppiatori italiani
Nelle versioni in italiano delle opere in cui ha recitato, Tyson Ritter è stato doppiato da:
- David Chevalier in Dr. House - Medical Division, Lodge 49
- Simone Crisari ne La coniglietta di casa
- Leonardo Graziano in Parenthood
- Davide Albano in Love & Mercy
- Riccardo Rossi in Cowboy Bebop